# Latham, Western Australia
Latham är en ort i Australien. Den ligger i kommunen Perenjori och delstaten Western Australia, omkring 250 kilometer norr om delstatshuvudstaden Perth.
Trakten runt Latham är nära nog obefolkad, med mindre än två invånare per kvadratkilometer.. Latham är det största samhället i trakten.
Trakten runt Latham består till största delen av jordbruksmark. Genomsnittlig årsnederbörd är 390 millimeter. Den regnigaste månaden är juni, med i genomsnitt 58 mm nederbörd, och den torraste är februari, med 10 mm nederbörd.